# Абарка (река)
Абарка (укр. Абарка, крымскотат. Abarka, Абарка) — небольшая, некогда многоводная, но ныне маловодная речка Южного берега Крыма. Вследствие прошлой многоводности, русло Абарки сохраняет самую ярко выраженную долину на южнобережном участке Крыма от мыса Айя до Алупки. Длина реки составляет 3,6 км, площадь водосбора — 4,2 км², притоков не имеет. Берега её занимает лесистое урочище Ласпи. С севера и востока крутыми скальными уступами к долине обрывается Байдарская яйла. Река Абарка впадает в Ласпинскую бухту, между заповедным мысом Айя на западе и мысом Сарыч на востоке. Крымские землетрясения 1927 года резко поменяли местный рельеф. Раньше в долине реки имелись обильные выходы грунтово-карстовых вод, однако после землетрясения они исчезли, а точнее сместились на восток. Поэтому в настоящее время русло реки большую часть года сухое. Началом реки считается родник Комперия на высоте 384 м, но вода убрана в трубу поэтому водотока не наблюдается. Водоохранная зона реки установлена в 50 м.